# Apareiodon ibitiensis
Apareiodon ibitiensis é uma espécie de peixe teleósteo caraciforme da família dos hemiodontídeos. Chegam a medir até 11,3 cm de comprimento. Tem nome comum de canivete. Reprodução ovípara e de interesse no aquarismo.

## Distribuição
A espécie de peixe de água doce, presente na Bacia do Rio Paraná, sendo endêmico na bacia do rio São Francisco.